# CITA Tiluchi
El C.I.T.A tiluchi es un avión de entrenamiento tipo foxtrot con capacidades acrobáticas, diseñado y construido en Bolivia inicialmente por el Centro de Industria y Tecnología Aeroespacial (CITA) con la asistencia de la Fuerza Aérea Boliviana y la empresa Team Tango Foxtrot .

## Historia operacional

Dos aviones "Tiluchi" fabricados en Bolivia

Ocho meses después de su entrada en servicio una aeronave se estrelló en el aeropuerto El Trompillo. Los dos oficiales que la tripulaban perdieron la vida.
la avioneta experimental de fabricación boliviana identificada como Tiluchi FAB-542 
El trágico accidente sucedió en la víspera del aniversario 91 de la Fuerza Aérea Boliviana para lo cual habían preparado una serie de actividades.
La producción de aeronaves Tiluchi quedó paralizada, solo se completaron tres aeronaves de las seis planeadas.

## Variantes
Gavilán FAB-540  variante del tiluchi pero con capacidad parta 4 personas.

## Operadores
Fuerza Aérea Boliviana  2 en servicio 1 perdido en accidente.

## Especificaciones

### Características generales
CITA Tiluchi
- Motor: Lycoming IO-360
- Velocidad crucero: 341 km/h
- Autonomía: aprox. 1600 km
- Techo de vuelo: 16 000 pies
- Medidas: 6,3 1m x 2,06 m aprox. (LxA).
- Envergadura: 7,62 m
- Superficie alar: 6,97 m²
- Carga útil: 1000 kg
- Capacidad: 2 personas.

CITA Gavilán

- Motor: Lycoming IO-540K1D5 turbo-cargado
- Velocidad crucero: 348 km/h
- Autonomía: aprox. 1200 a 2400 km
- Techo de vuelo: 16 000 pies
- Medidas: . 7, 56 m x 2,21 m aprox. (LxA).
- Envergadura: 7,75 m
- Superficie alar: 11,89 m²
- Carga útil: 1500kg
- Capacidad: 4 personas

### Aeronaves similares
- Diamond DA20
- Diamond DA40
- Lancair Columbia
- T-90 Calima
- Cessna 182T Skylane
- Cessna 400
- Cirrus SR22